# Лайра Валькирия
И́фи Кью́сак (англ. Aoife Cusack, род. 23 октября 1996, Дублин) — ирландская женщина-рестлер. В настоящее время она выступает в WWE на бренде Raw под именем Ла́йра Вальки́рия (англ. Lyra Valkyria), где является действующей и первой в истории интерконтинентальной чемпионкой WWE среди женщин. 
Ранее выступала на бренде NXT, где была чемпионкой NXT среди женщин.

## Карьера в рестлинге

### Ранняя карьера (2015—2020)
Проучившись год в Fight Factory Pro Wrestling, Кьюсак дебютировала в 2015 году, взяв себе имя Валькирия Кейн (в честь главной героини серии книг Skulduggery Pleasant Дерека Лэнди).

### WWE (с 2020)
Сообщалось, что Кьюсак подписала контракт с WWE 20 января 2020 года, где взяла имя Ифи Валькирия. 17 января 2020 года Валькирия приняла участие в своем первом матче в NXT UK, победив Амале. На следующий день, 18 января 2020 года, она победила Айлу Дон, и в тот же вечер снова победила Амале. 26 марта 2020 года Валькирия победила Нину Сэмюэлс.
В феврале 2020 года Валькирия впервые отправилась в турне с американским брендом WWE NXT, выступив на двух шоу во Флориде. 14 февраля Валькирия победила Алию в Тампе, а затем 15 февраля победила Джесси Камеа, Эм Джей Дженкинс и Тайнару в командном матче шести человек на шоу в Форт-Пирсе, где она объединилась с Мией Йим и Ритой Рейс.
Валькирия вернулась на телевидение 17 сентября 2020 года в эпизоде NXT UK, одержав победу над Айлой Дон, а 29 октября 2020 года она сразилась с Дани Луной, снова одержав победу. Валькирия оставалась непобежденной до 29 апреля 2021 года, когда она проиграла Мейко Сатомуре.
Валькирия оставалась в NXT UK до его закрытия осенью 2022 года, а позже в этом году переехала в США, чтобы выступать в NXT под именем Лайра Валькирия. 13 декабря Валькирия дебютировала в NXT, победив Амари Миллер. В эпизоде NXT от 21 марта Лайра победила Айви Найл и попала в матч с лестницами за титул чемпионки NXT среди женщин на шоу NXT Stand & Deliver, хотя ей не удалось завоевать титул на этом шоу. В эпизоде NXT от 9 мая она победила Киану Джеймс и вышла в полуфинал турнира за вакантный титул чемпионки NXT среди женщин. 23 мая она также победила Кору Джейд и вышла в финал, где встретилась с Тиффани Стрэттон на шоу NXT Battleground, в котором она не смогла победить. Валькирия победила Бекки Линч и выиграла свой первый титул чемпионки NXT среди женщин на Halloween Havoc. В эпизоде NXT от 21 ноября Валькирия успешно защитила свой титул против Ся Ли. 2 января 2024 года на шоу New Year’s Evil Валькирия успешно защитила свой титул NXT против Блэр Дэвенпорт. После их матча Лола Вайс попыталась обналичить свой контракт Breakout Tournament, но была остановлена Татум Паксли, у которой с декабря прошлого года появилась одержимость Валькирией.

## Титулы и достижения
- Pro-Wrestling: EVE
  - Командная чемпионка Pro-Wrestling: EVE (1 раз) — с Дебби Кейтель[14]
- Pro Wrestling Illustrated
  - № 73 в топ 150 женщин-рестлеров в рейтинге PWI Women’s 150 в 2021
- Pro Wrestling Ulster
  - Чемпион PWU среди женщин (1 раз)
- Over the Top Wrestling
  - Чемпион OTT среди женщин (1 раз)
- WWE
  - Чемпион NXT среди женщин (1 раз)
  - Интерконтинентальный чемпион WWE среди женщин (1 раз, первая в истории)
  - Командный чемпион WWE среди женщин (1 раза) — с Бекки Линч
- Zero1 Ireland/Fight Factory Pro Wrestling
  - Чемпион Ирландии в полутяжёлом весе (1 раз)